# Ric Ocasek
Ric Ocasek, pseudonimo di Richard Theodore Otcasek (Baltimora, 23 marzo 1944 – New York, 15 settembre 2019), è stato un cantante, produttore discografico e compositore statunitense.

## Carriera

### Primi anni
Richard Theodore Otcasek nacque a Baltimora il 23 marzo del 1944. Suo padre era un analista di sistema della NASA. La nonna lo mandò a cantare da bambino e gli regalò la prima chitarra quando aveva 14 anni. La sua famiglia si trasferì a Cleveland quando era ragazzo e Richard frequentò per breve tempo l'Antioch College e la Bowling Green State University prima di abbandonare gli studi per dedicarsi alla musica.
Conobbe Ben Orr nell'Ohio e i due suonarono in diversi gruppi nell'area di Boston. In seguito si unì a loro il chitarrista Elliot Easton a metà degli anni settanta, formando i Cap’n Swing. Nel 1976 con l'arrivo del tastierista Greg Hawkes e del batterista David Robinson si formarono The Cars.

### Con i The Cars
Ocasek è noto per essere stato il fondatore e leader del gruppo new wave The Cars, per i quali scrisse la maggior parte del materiale, oltre a cantare e suonare la chitarra, le tastiere e occasionalmente il basso. Il gruppo incise numerosi singoli di successo negli anni settanta e ottanta. Dopo oltre vent'anni il gruppo si riformò senza Benjamin Orr (morto nel 2000) e pubblicò un nuovo album nel 2011, Move Like This.

### Da solista
Nel momento di maggior successo dei Cars, Ocasek cominciò a pubblicare lavori da solista. Il primo album, Beatitude, uscì nel 1982 ed era molto diverso dallo stile dei Cars: quasi assenti le chitarre, molte le tastiere e la voce filtrata con un effetto "elettronico". In alcuni brani, Ocasek suonò tutti gli strumenti. Dall'album fu tratto anche un singolo da classifica, Something to Grab For. Il secondo album, This Side of Paradise, uscì nel 1986; meno elettronico del precedente, vantava ospiti come Roland Orzabal dei Tears for Fears, Steve Stevens, Tony Levin e Tom Verlaine. Dall'album fu tratto il singolo Emotion in Motion, arrivato al 15º posto nella classifica Billboard Hot 100 negli Stati Uniti.
Il terzo album, Fireball Zone, uscì nel 1990, quando i The Cars si erano ormai sciolti.
Durante gli anni novanta, Ocasek realizzò altri tre album da solista: Quick Change World nel 1993, Getchertikitz in collaborazione con Alan Vega dei Suicide e Troublizing, coprodotto con Billy Corgan nel 1997, che fu supportato da un breve tour, il primo dopo che aveva lasciato i The Cars. Infine nel 2004 realizzò un altro album, Nexterday.
Parallelamente al lavoro di musicista, Ocasek intraprese una carriera anche come produttore artistico. Tra i dischi da lui prodotti che hanno avuto più successo sono da ricordare i multiplatino The Blue Album e The Green Album dei Weezer. Altri artisti con cui collaborò, spaziando dal pop al punk, inclusero Suicide, Hole, Bebe Buell, No Doubt, The Killers, Nada Surf, Black 47, Bad Religion, Johnny Bravo, Martin Rev e Jonathan Richman.

### Riconoscimenti
Nel 2018 venne inserito nella Rock and Roll Hall of Fame come membro dei The Cars.

## Vita privata
Si sposò nel 1989 con la modella Pavlína Pořízková, incontrata durante le riprese del video musicale di Drive dei The Cars. La coppia ebbe due figli, Jonathan Raven Ocasek nel 1993, e Oliver Orion Ocasek nel 1998. Nel 2018 la moglie annunciò sui social media che lei e Ocasek si erano separati un anno prima.

### Morte
Il 15 settembre 2019, all'età di 75 anni, è stato trovato morto nel suo appartamento a Manhattan dalla polizia, allertata da una chiamata. Secondo il rapporto del medico legale la morte è avvenuta per ipertensione e aterosclerosi cardiovascolare. L'ex moglie ha dichiarato che Ocasek si stava riprendendo a casa dopo un intervento chirurgico.

## Discografia

### Con i The Cars
- 1978 – The Cars
- 1979 – Candy-O
- 1980 – Panorama
- 1981 – Shake It Up
- 1984 – Heartbeat City
- 1987 – Door to Door
- 2011 – Move Like This

### Da solista
- 1982 – Beatitude
- 1986 – This Side of Paradise
- 1990 – Fireball Zone
- 1993 – Negative Theater (col titolo Quick Change World in USA)
- 1996 – Getchertikitz
- 1997 – Troublizing
- 2005 – Nexterday